# Anpressdruck
Der Anpressdruck erzeugt bei Sportwagen, Supersportwagen und Rennwagen eine zusätzlich zur Gewichtskraft senkrecht auf die Straße wirkende Kraft. Er entsteht durch nach unten gerichteten dynamischen Auftrieb an der Karosserie oder an angebauten Flügeln. Im Motorsport wird oft der englische Begriff downforce oder Abtrieb verwendet. Als aerodynamischer Effekt ist der Anpressdruck abhängig von der Geschwindigkeit in Bezug zur Umgebungsluft zum Quadrat. Er nimmt mit höherer Geschwindigkeit stark zu.
Ein erhöhter Anpressdruck ermöglicht eine höhere Kurvengrenzgeschwindigkeit, denn er erhöht die Radlast, sodass eine höhere (Haft-)Reibung der Reifen auf der Straße ermöglicht, dass die Räder größere Seitenführungskräfte auf die Straße übertragen können. Auch würden die Hinterräder von Sportwagen ohne extra Anpressdruck bei hohen Geschwindigkeiten durchdrehen, da der Luftwiderstand dann stark ansteigt – die Übertragung einer entsprechenden Vortriebskraft benötigt eine möglichst gute Anbindung der Reifen an die Straße. Daher versuchen Konstrukteure, den Anpressdruck durch konstruktive Maßnahmen gezielt zu erzeugen oder zu verstärken. Dazu zählen:
- Front- oder Heckflügel,
- negativer Bodeneffekt (glatter Unterboden),
- Diffusor, kann zusammen mit dem glatten Unterboden ein „umgekehrtes Flügelprofil“ bilden, oder
- andere aerodynamische Maßnahmen (zum Beispiel Venturi-Kanäle, selten).

Ein Spoiler hingegen ist ein Luftabweiser oder -umlenker und erzeugt keinen nach unten gerichteten aerodynamischen Auftrieb, sondern er stört den Auftrieb, den die Luftströmung um die Karosserie eines Autos erzeugt, oder greift anderweitig in die Strömung um die Karosserie ein.
Das Anpressdruck-erzeugende Flügelwerk erhöht den Luftwiderstand. Durch den Anpressdruck kann das Fahrzeug aber mehr Kraft auf die Straße bringen – was notwendig ist, um eine hohe Geschwindigkeit gegen den Luftwiderstand und höhere Kurvengeschwindigkeiten zu erreichen. Es sind also zwei gegenläufige Effekte, zwischen denen der Fahrzeugentwickler abwägen muss.

## Formel 1
Formel-1-Fahrzeuge entwickeln mehr Anpressdruck als ihr eigenes Gewicht. Bei 240 km/h erreicht ein Formel-1-Rennwagen zum Beispiel 16 kN Abtrieb (bei einem {\displaystyle c_{\mathrm {w} }}-Wert von 0,93), somit das 2,7-fache seiner Gewichtskraft bei 620 kg Masse (Fahrzeug inklusive Fahrer). Der Wagen könnte damit wohl „an der Decke fahren“, er benötigt den zusätzlichen Anpressdruck jedoch auch zur Überwindung des Luftwiderstands. Der Rennwagen erreicht eine mögliche Querbeschleunigung von 3,7 g, bei einer Haftreibungszahl von 1,8 eine Querbeschleunigung von 4,5 g.
Die folgende Tabelle zeigt Daten des Ferrari F1-2000 aus dem Jahr 2000:
| Komponente            | {\displaystyle c_{\mathrm {w} }} | {\displaystyle c_{\mathrm {A} }} | Anteil am Abtrieb in Prozent |
| --------------------- | -------------------------------- | -------------------------------- | ---------------------------- |
| Frontflügel           | 0,123                            | 0,9699                           | 36,9                         |
| Heckflügel            | 0,297                            | 0,899                            | 34,4                         |
| Unterboden (Diffusor) | 0,099                            | 1,080                            | 41,3                         |
| Vorderräder           | 0,150                            | −0,038                           | −1,4                         |
| Hinterräder           | 0,187                            | −0,061                           | −2,3                         |
| Leitbleche            | 0,023                            | −0,020                           | −0,8                         |
| Rest                  | 0,055                            | −0,210                           | −8,0                         |
| Gesamt                | 0,932                            | 2,617                            | 100                          |

Die einzelnen Widerstandsbeiwerte {\displaystyle c_{\mathrm {w} }} und Abtriebsbeiwerte {\displaystyle c_{\mathrm {A} }} sind auf die gesamte Fläche des Fahrzeugs bezogen.